# Vrhpolje (Zenica, BiH)
Vrhpolje je naseljeno mjesto u sastavu općine Zenice, Federacija Bosne i Hercegovine, BiH. Nalaze se na zapadnoj obali Seočke rijeke. U Vrhpolju je most koji vodi na drugu stranu rječice.

## Stanovništvo
Prema popisu 1991. ovdje su živjeli:
- Muslimani - 290 (99,66%)
- ostali i nepoznato - 1 (0,34%)